# Ivan Turšič
Ivan Turšič-Iztok, slovenski partizan, prvoborec, častnik, politični komisar in narodni heroj, * 29. september 1922, Rakek, † 29. julij 1944, Lokve.

## Življenjepis
Turšič (partizansko ime Iztok) se je pridružil NOBju 1941, marca naslednje leto pa je odšel na Primorsko, kjer je postal eden najbolj znanih pripadnikov Rakovške čete, nato pa politični komisar bataljona. Po kapitulaciji Italije je bil načelnik štaba 31. divizije. Bil je tudi poveljnik 30. divizije.

## Odlikovanja
- red rdeče zastave (ZSSR)
- red narodnega heroja